# Bataille de Moguilev
Ne doit pas être confondu avec Siège de Moguilev.
Sixième Coalition
Batailles
Campagne de Russie (1812)
- Liste des batailles
- Mir
- Moguilev
- Ostrovno
- Vitebsk
- Kliastitsy
- Smolensk
- 1re Polotsk
- Valoutina Gora
- Moskova
- Moscou
- Winkowo
- 2e Polotsk
- Maloïaroslavets
- Gorodnia
- Czaśniki
- Viazma
- Smoliani
- Krasnoï
- Bérézina

Campagne d'Allemagne (1813)
- Dantzig
- Lunebourg
- Möckern
- Lützen
- Bautzen
- Reichenbach
- Haynau
- Luckau
- Hoyerswerda
- Lauenbourg
- Goldberg
- Gross Beeren
- Katzbach
- Dresde
- Kulm
- Dennewitz
- Peterswalde
- Liebertwolkwitz
- Leipzig
- Hanau
- Sehested
- Torgau
- Hambourg

Campagne de France (1814)
- Sainte-Croix-en-Plaine
- Besançon
- Mayence
- Metz
- Saint-Avold
- 1re Saint-Dizier
- Brienne
- La Rothière
- Campagne des Six-Jours (Champaubert
- Montmirail
- Château-Thierry
- Vauchamps)
- Mormant
- Montereau
- Bar-sur-Aube
- Saint-Julien
- Laubressel
- Berry-au-Bac
- Craonne
- Coutures
- Laon
- Soissons
- Mâcon
- Reims
- Saint-Georges-de-Reneins
- Limonest
- Arcis-sur-Aube
- Fère-Champenoise
- 2e Saint-Dizier
- Meaux
- Claye
- Villeparisis
- Paris

- Feistritz
- Caldiero (en)
- Trieste
- Mincio

- Hoogstraten (de)
- Anvers
- Berg-op-Zoom
- Courtrai

La bataille de Moguilev (Mogilev ou Mohilev) ou bataille de Saltanovka eut lieu le 23 juillet 1812 pendant la campagne de Russie.

## Contexte
Napoléon franchit le Niémen à Kowno le 24 juin 1812 et le 28 entre dans Vilnius, où les Lituaniens l’accueillent à bras ouverts. Les armées russes reculent devant lui.
Tandis que Barclay de Tolly, avec 130 000 hommes, couvre la route de Saint-Pétersbourg, en s’appuyant sur la Dvina, le prince Bagration couvre avec la 2e armée la route de Moscou en s’adossant au Dniepr.
Entre les cours de ces deux rivières se trouvent les faibles ondulations du relief qui séparent le bassin versant de la Baltique de celui de la mer Noire. C’est par ce couloir, large de 80 kilomètres, entre Vitebsk et Smolensk que Napoléon se propose de faire passer les 640 000 hommes, 60 000 chevaux et 1 200 canons de la Grande Armée.
Après avoir traversé la Bérézina à Bobrouisk, le 7 juillet, Bagration, reçoit l'ordre de marcher sur Novoi-Bickow le long de la rive gauche du Dniepr pour empêcher les Français de traverser ou tout au moins tenter de les stopper à Smolensk en attendant les renforts de Barclay de Tolly.
Pour la Grande Armée, le seul moyen de traverser le fleuve est à Moguilev. Par une marche rapide, Davout, qui ne se trouve qu’à 85 kilomètres de la ville, y arrive le premier.

## La bataille à Saltanovka
Ayant constaté que Davout est déjà à Moguilev, Bagration décide de l’attaquer, soit pour le repousser sur l’autre rive, soit pour le retarder suffisamment longtemps avant de se replier sur Smolensk, où Barclay de Tolly aura eu le temps d’arriver.
Bagration dépêche le général Raïevski à la tête de 20 000 hommes pour fixer les 5 divisions du général Davout, fortes de 28 000 hommes (3 divisions d’infanterie : la division Compans, la division Dessaix et la division Claparède ; les escadrons de cavalerie lourde des généraux Bordessoule et Valence). Davout, ayant atteint l’objectif stratégique fixé par l’empereur, évite de se dissiper dans la poursuite de l’ennemi et n’engage qu’une partie de ses forces. Raïevski tient tête à l’envahisseur 10 heures de suite puis parvient à se replier en bon ordre par le barrage de Saltanovka. Cet engagement a laissé à Bagration le temps de faire repasser le Dniepr à ses 30 000 hommes par Novy Bykhov.
Les Russes laissent entre 2 500  et   5 200 hommes sur le terrain, les Français 1 000 (dont 100 soldats du 108e régiment d’infanterie de ligne faits prisonniers).

### Sources
- Histoire de France - V. Duruy - 1862
- Alain Pigeard, Dictionnaire des batailles de Napoléon, Paris, Tallandier, coll. « Bibliothèque Napoléonienne », 2004, 1022 p. (ISBN 2-84734-073-4)